# Cval

Cval

Cval je spolu s krokem a klusem jedním ze základních, přirozených chodů koně (krok, klus, cval, trysk). Má tři fáze.

## Popis chodu
Skládá se z řady skoků. Je to třídobý chod. Je to nejrychlejší chod hned po trysku a nejnamáhavější chod koně, který koně využívají k útěku před nebezpečím. Rozlišuje se:
- cval vlevo, který má nohosled: pravá zadní – současně levá zadní a pravá přední – levá přední – fáze vznosu (kdy se země nedotýká ani jedna končetina),
- cval vpravo s nohosledem: levá zadní – současně pravá zadní a levá přední – pravá přední – fáze vznosu.

Cval je nejrychlejší ze základních chodů koně – přibližně 30 km/h na jízdárně, 40 km/h v terénu, při dostizích i 50–60 km/h. Při takto rychlém cvalu může zadní noha dopadat na zem dříve než přední, pak se cval označuje jako rozložený cval. K rozloženému cvalu může dojít při vysoké rychlosti, únavě či pomalém cvalu. Druhem cvalového skoku je i skok přes překážku (přes překážky je ale možné skákat i v klusu).
Při práci na jízdárně a hlavně při drezurních soutěžích se rozlišuje:
- pracovní cval: základní cval pro práci na jízdárně, spíš pomalejší, není vyžadováno takové shromáždění,
- shromážděný cval: nejvznosnější a nejpomalejší cval, kdy co největší podíl váhy nesou zadní končetiny, záď je snížená, ohnutí zadních končetin je větší, pohyb budí dojem směru do kopce,
- střední cval: cvalové skoky jsou delší, fáze vznosu trvá déle, kůň musí celkově prodloužit rámec,
- prodloužený cval: maximální možné prodloužení cvalových skoků. Nezáleží na rychlosti, ale na délce cvalových skoků.

Kontracval je požadovaný cval na opačnou stranu, než je pro koně přirozené (např. cval vlevo na oblouku doprava), předvádí se v drezurních soutěžích.
Křižování znamená, že kůň cválá předními končetinami na jinou stranu než zadními – například levá zadní – pravá zadní + pravá přední – levá přední, přičemž správně by mělo být levá zadní – pravá zadní + levá přední – pravá přední. Tento cval je pro jezdce nepohodlný, negativně ovlivňuje stabilitu koně a má nežádoucí vliv na další rozvoj koně. Odbornou a trpělivou prací na lonži lze odstranit. Vyskytuje se hlavně u mladých nebo nepřiježděných koní.